# Palácio de Addington

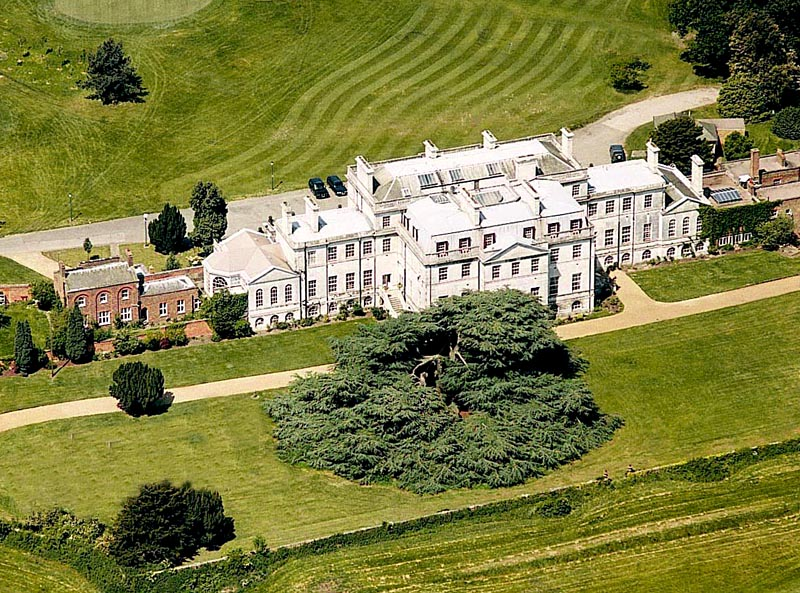
Palácio de Addington

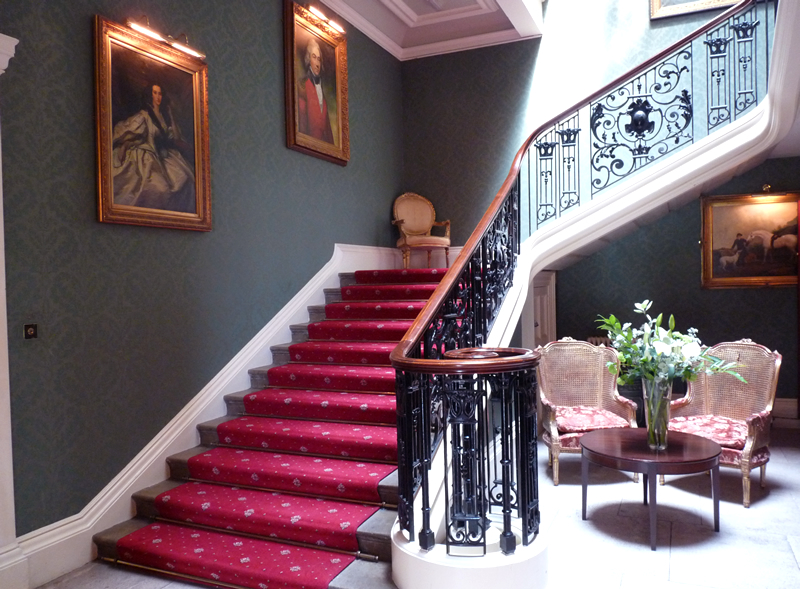
A Grande Escadaria

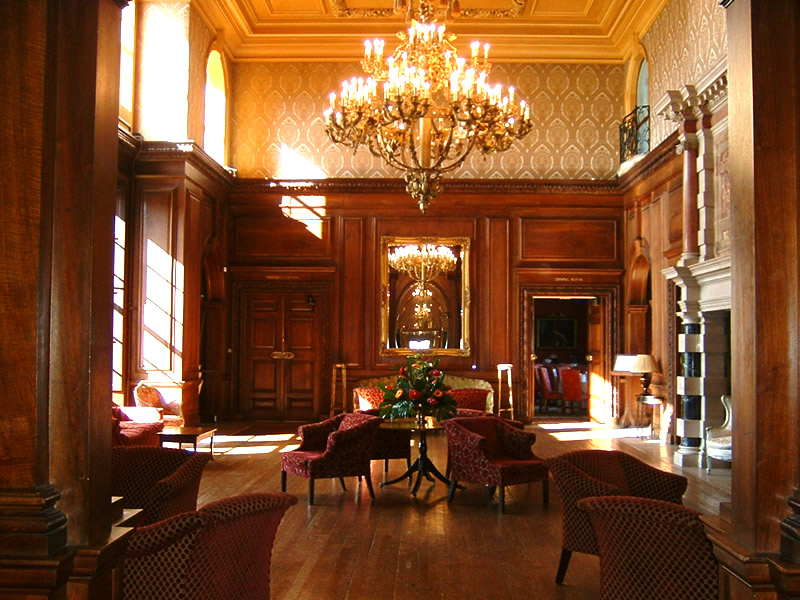
O Grande Salão

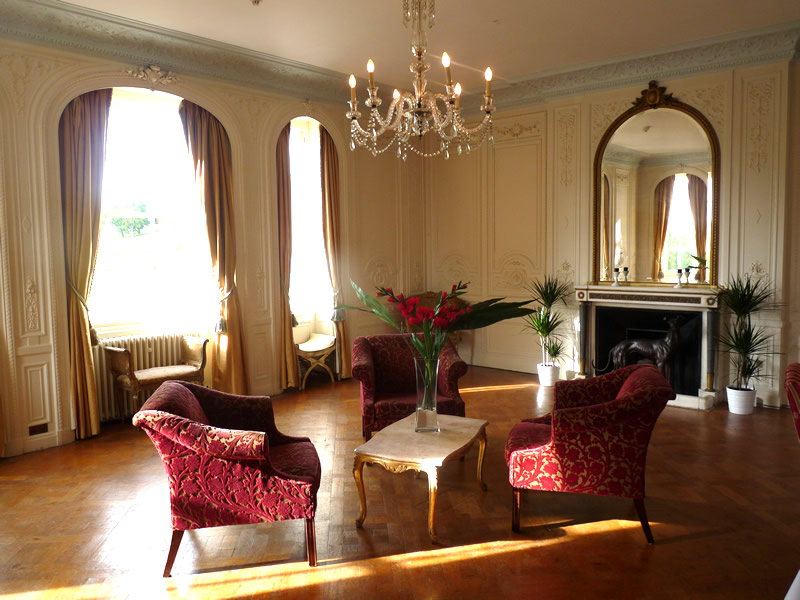
A Sala Império

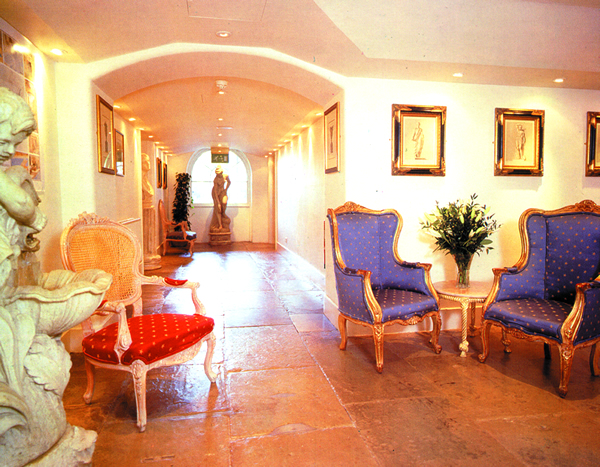
Hall de entrada do clube de saúde

O Palácio de Addington é uma mansão do século XVIII em Addington, localizada no bairro londrino de Croydon. Foi construída perto do local de uma antiga mansão pertencente à família Leigh. É particularmente conhecida por ter sido, entre 1807 e 1897, a residência de verão dos Arcebispos de Cantuária. Desde a década de 1930, a maior parte do terreno é ocupada pelo Addington Palace Golf Club. Entre 1953 e 1996, a mansão foi ocupada pela Escola Real de Música da Igreja Anglicana, que desde então se mudou para Salisbury. Posteriormente, foi usada como local para casamentos e eventos.

## História
A mansão original chamada Addington Place foi construída por volta do século XVI.
Uma receita antiga de Malepigernout (ou dillegrout), um mingau de frango temperado, foi historicamente feita pelo atual Lorde da Mansão de Addington para ser servido na coroação do monarca britânico em uma sala de cozinha. A família Leigh ganhou esse título de serjeanty ao se tornar Lorde do Solar de Addington, algum tempo antes de 1504. A propriedade de Addington foi propriedade da família Leigh até o início do século XVIII.
O último proprietário, Sir John Leigh, morreu sem deixar herdeiros em 1737 e suas propriedades foram para parentes distantes, que acabaram vendendo para Barlow Trecothick. Trecothick foi criado em Boston, Massachusetts, onde se tornou comerciante. Mudou-se então para Londres, ainda negociando como comerciante, e mais tarde foi membro do Parlamento (MP) pela Cidade de Londres entre 1768 e 1774, e serviu como Lorde Prefeito em 1770. Ele comprou a propriedade por £ 38.500 (equivalente a £ 6.740.000 em 2023).
Ele construiu uma nova casa, projetada por Robert Mylne no estilo palladiano; uma mansão rural com alas térreas. Ele faleceu antes da conclusão da obra, em 1774 , e a casa foi herdada por seu herdeiro, James Ivers, de Boston, Massachusetts, que teve que adotar o sobrenome Trecothick para herdar a propriedade. James continuou as obras na casa, tendo os jardins e terrenos substanciais projetados por Lancelot "Capability" Brown. Devido a dificuldades financeiras, James Trecothick teve que vender a propriedade em 1802. A propriedade foi vendida em lotes em 1803. Os proprietários seguintes (William Coles e Westgarth Snaith) também enfrentaram dificuldades financeiras e a venderam por ato do Parlamento em 1807. Isso permitiu que a mansão fosse comprada para os Arcebispos de Canterbury, visto que o vizinho Palácio de Croydon havia se tornado dilapidado e inconveniente. O nome tornou-se Fazenda Addington enquanto propriedade dos arcebispos, e muito mais tarde passou a ser conhecido como Palácio Addington. Os arcebispos fizeram novas mudanças e ampliaram o edifício; as obras foram supervisionadas por Richard Norman Shaw.
Tornou-se a residência oficial de verão de seis arcebispos:
- Charles Manners-Sutton (Arcebispo 1805–1828)
- William Howley (Arcebispo 1828–1848)
- John Bird Sumner (Arcebispo 1848–1862)
- Charles Thomas Longley (Arcebispo 1862–1868)
- Archibald Campbell Tait (Arcebispo 1868–1882)
- Edward White Benson (Arcebispo 1883–1896)

Todos, exceto Benson, estão enterrados na Igreja de Santa Maria ou no cemitério, Addington: Benson está enterrado na Catedral de Canterbury.
A casa foi vendida em 1897 para Frederick Alexander English, um comerciante de diamantes da África do Sul. Após sua morte, a mansão foi tomada pela Cruz Vermelha durante a Primeira Guerra Mundial e tornou-se um hospital para pacientes com febre. Finalmente, em 1930, passou para as mãos do Condado de Croydon.

## Uso atual
A casa foi tombada como Grau II* em 1951. Em 1953, foi arrendada à Escola Real de Música da Igreja Anglicana, inicialmente para abrigar meninos de coro reunidos de toda a Grã-Bretanha para cantar na Coroação de Isabel II do Reino Unido. O prédio abrigou a editora musical, o colégio residencial e a escola de coral da Escola Real de Música Sacra até 1996, quando uma empresa privada o assumiu para desenvolvimento como um local para conferências e banquetes, uma fazenda de saúde e um clube de campo. Foi amplamente utilizado para casamentos até que a empresa que o operava entrou em liquidação em 2021.
É cercado por um parque e campos de golfe, e seus jardins ainda mantêm, em grande parte, o projeto original. Grande parte dos terrenos foi arrendada por clubes de golfe, e o exclusivo empreendimento habitacional Bishops Walk foi construído no Bishops Walk (uma estrada particular).
Um grande Cedro-do-líbano fica ao lado do palácio, uma das grandes árvores de Londres.

## Links externos
- Addington Palace – Surrey Wedding Venue e Centro de Conferências
- Addington Palace – Surrey Health Club & Spa
- Amigos do Old Palace, Croydon, Surrey

## Referência
1. ↑  Round, J. Horace (28 de outubro de 2013). The King's Serjeants & Officers of State: Kings & Sergeants (em inglês). [S.l.]: Routledge. Consultado em 17 de agosto de 2025
2. 1 2 3 4  «Parishes: Addington | British History Online». www.british-history.ac.uk. Consultado em 17 de agosto de 2025
3. ↑  «Addington Palace, Non Civil Parish - 1358819 | Historic England». historicengland.org.uk (em inglês). Consultado em 17 de agosto de 2025
4. ↑  «BBC Radio 4 Extra - Choristers of the Coronation». BBC (em inglês). Consultado em 17 de agosto de 2025
5. ↑  «Addington Palace | Historic Wedding Venue in Surrey». Addington Palace (em inglês). Consultado em 17 de agosto de 2025
6. ↑  «Couples lose £740,000 after failing wedding company ignores Covid refund rules». Metro (em inglês). 24 de abril de 2021. Consultado em 17 de agosto de 2025
7. ↑  The Great Trees of London. [S.l.]: Time Out Guides Ltd. 2010. p. 206. ISBN 978-1-84670-154-2